# 다나바타

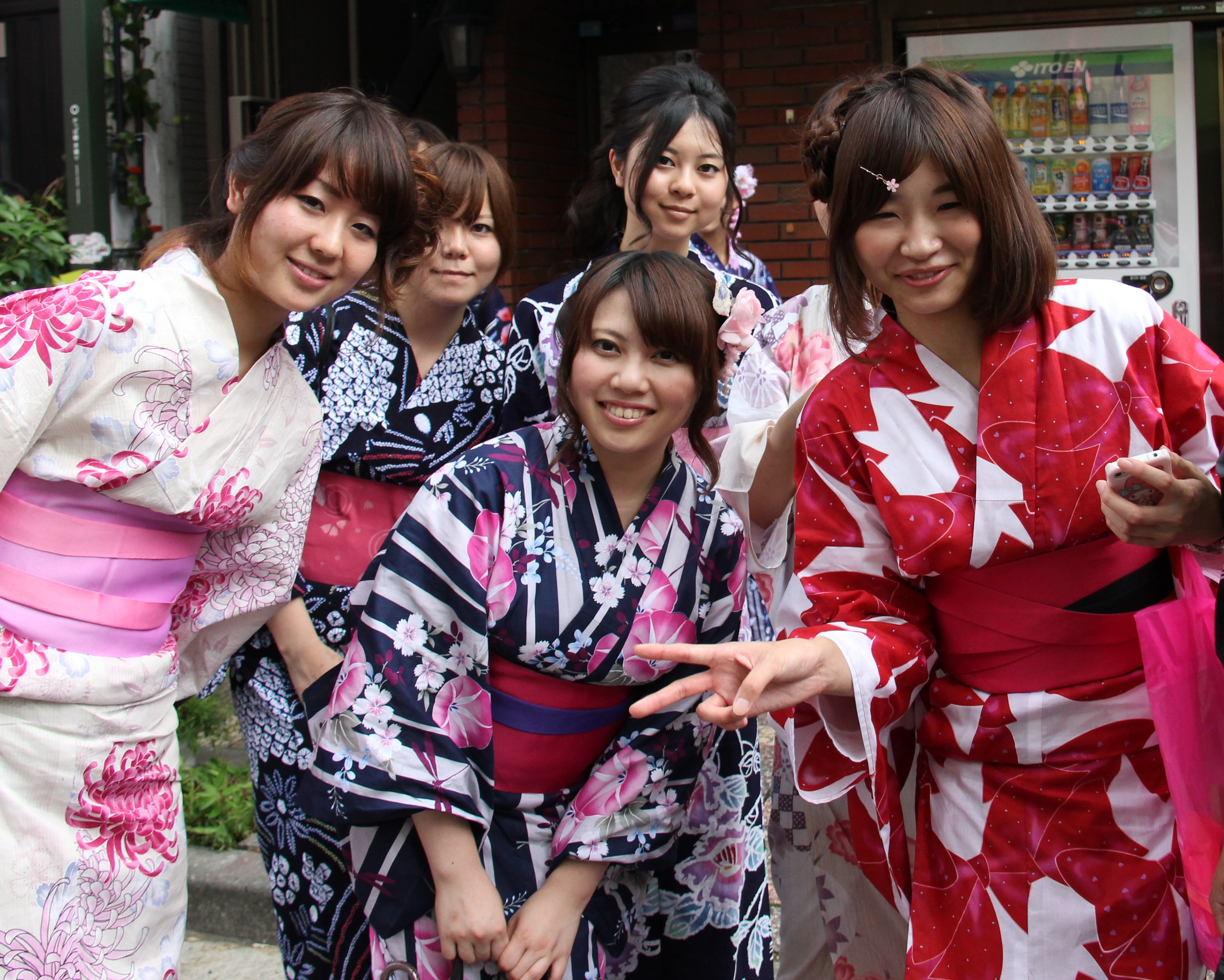

다나바타(일본어: 七夕 たなばた[*]→칠석)는 일본의 명절 중 하나이다. 대부분의 신을 기리는 의식은 7월 7일 오전 1시경에 행해지며, 축제는 7월 6일 밤부터 7월 7일 새벽 사이에 이루어진다. 오전 1시경에는 천정 부근에 주요 별이 올라가고, 은하수, 견우성, 직녀성의 세가지가 가장 절정에 달한 시간대이기도 하다.

## 같이 보기
- 칠석